# Nomeações de Lyndon B. Johnson à Suprema Corte dos Estados Unidos
As nomeações feitas por Lyndon B. Johnson para a Suprema Corte dos Estados Unidos são incomuns, pois Johnson parecia ter tido indivíduos específicos em mente para suas nomeações e procurou ativamente criar vagas na Corte para colocar esses indivíduos no tribunal.

## Nomeação de Abe Fortas para Juiz Associado
Johnson pretendia desde o início nomear seu amigo e conselheiro de longa data Abe Fortas para a Corte. Johnson pensou que algumas de suas reformas da Grande Sociedade poderiam ser consideradas inconstitucionais pela Corte, e ele sentiu que Fortas o informaria se isso acontecesse. Johnson e Fortas colaboraram enquanto Fortas era um juiz; Fortas co-escreveu o Discurso sobre o Estado da União de Johnson de 1966. Em vez de esperar passivamente que um juiz em exercício se aposentasse, Johnson procurou ativamente persuadir o juiz Arthur Goldberg a renunciar ao seu assento para se tornar Embaixador nas Nações Unidas. A renúncia de Goldberg da corte entrou em vigor em 26 de julho de 1965.
Goldberg escreveu em suas memórias que renunciou para ter influência na manutenção da paz no Vietnã e que, depois que a crise passasse, ele esperava ser renomeado para a Suprema Corte por Johnson. "Eu tinha uma opinião exagerada sobre minhas capacidades. Pensei que poderia persuadir Johnson de que estávamos lutando a guerra errada no lugar errado [e] sair."
Fortas foi facilmente confirmado pelo Senado dos Estados Unidos em 11 de agosto de 1965.

## Nomeação de Thurgood Marshall
Em 13 de junho de 1967, o presidente Johnson nomeou Thurgood Marshall para a Suprema Corte após a aposentadoria do juiz Tom C. Clark, dizendo que esta era "a coisa certa a fazer, na hora certa, no homem certo e no lugar certo".
Embora Johnson claramente não tivesse outras opções em mente, seus conselheiros teriam sugerido outros nomes para a cadeira que finalmente foi para Marshall. Em uma discussão em grupo, a esposa de Johnson, Lady Bird Johnson, observou que "Lyndon fez tanto" pelos negros e "por que não preencher a vaga com uma mulher". A juíza-chefe da Suprema Corte do Arizona, Lorna E. Lockwood, foi a principal concorrente. Também foi discutida uma juíza da Califórnia, Shirley Hufstedler, que Johnson mais tarde colocou no Tribunal de Apelações dos Estados Unidos para o Nono Circuito. Além disso, um membro da equipe de Johnson, Larry Temple, sugeriu o juiz A. Leon Higginbotham Jr., que Johnson havia nomeado anteriormente para o Tribunal de Apelações dos Estados Unidos para o Terceiro Circuito. Johnson descartou Higginbotham como uma possibilidade, dizendo a Temple: "Larry, as únicas duas pessoas que já ouviram falar do juiz Higginbotham são você e sua mãe."
Marshall foi confirmado como Juiz Associado por uma votação do Senado de 69-11 em 31 de agosto de 1967.

## Nomeações de Abe Fortas para Chefe de Justiça e Homer Thornberry para Juiz Associado
Quando o Chefe de Justiça Earl Warren anunciou sua aposentadoria em junho de 1968, Johnson nomeou o Juiz Associado Fortas para substituir Warren como Chefe de Justiça, e nomeou Homer Thornberry (que Johnson havia nomeado anteriormente para o Tribunal de Apelações dos Estados Unidos para o Quinto Circuito em 1965) para a cadeira de Juiz Associado que Fortas estaria desocupando. Thornberry foi escolhido entre um grupo maior de candidatos que foram considerados, incluindo o ex-Secretário Adjunto de Defesa dos Estados Unidos Cyrus Vance, o senador pelo Maine Edmund Muskie, o Secretário do Tesouro dos Estados Unidos Henry H. Fowler e o proeminente advogado Albert E. Jenner, Jr.
No entanto, a forma de jurisprudência do Tribunal Warren irritou muitos membros conservadores do Senado dos Estados Unidos, e a nomeação de Fortas proporcionou a primeira oportunidade para esses senadores registrarem seu desencanto com a direção da Corte; eles planejavam obstruir a nomeação de Fortas. O presidente do Comitê Judiciário do Senado, James Eastland, disse a Johnson que "nunca tinha visto tanto sentimento contra um homem quanto contra Fortas". Fortas foi o primeiro indicado a Chefe de Justiça a comparecer perante o Senado e enfrentou questionamentos hostis sobre seu relacionamento com Lyndon B. Johnson.
Johnson tentou ajudar Fortas a obter a maioria dos votos, mas apenas como uma medida para salvar as aparências, de acordo com o assessor de Johnson, Joseph A. Califano Jr.:
| “ | "Não retiraremos a nomeação. Não farei isso com Abe." Embora não tenhamos conseguido os dois terços dos votos necessários para encerrar o debate, Johnson disse que poderíamos obter a maioria, e isso seria uma maioria para Fortas. "Com uma maioria no plenário para Abe, ele poderá permanecer na Corte com a cabeça erguida. Temos que fazer isso por ele." Fortas também queria o voto majoritário... Em 1º de outubro, após um esforço extenuante da Casa Branca, uma maioria de 45-43 senadores votou para encerrar a obstrução, aquém dos 59 votos necessários para o encerramento, mas apenas a maioria que LBJ queria dar a Fortas. Mais tarde naquele dia, Fortas pediu ao presidente que retirasse sua nomeação. | ” |

O debate sobre a nomeação de Fortas durou menos de uma semana, liderado por republicanos e democratas conservadores do sul, ou os chamados "Dixiecrats". Vários senadores que se opuseram a Fortas afirmaram na época que não estavam conduzindo uma obstrução perpétua e não estavam tentando impedir que uma votação final ocorresse. No entanto, o site do Senado agora caracteriza o debate como a primeira obstrução sobre um indicado à Suprema Corte.
Em 1968, as regras do Senado exigiam que dois terços dos senadores presentes interrompessem um debate (agora são necessários 60% do Senado completo). A votação de 45 a 43 para encerrar o debate de Fortas incluiu 10 republicanos e 35 democratas votando a favor do encerramento, e 24 republicanos e 19 democratas votando contra o encerramento. Os outros 12 senadores, todos democratas, não estavam presentes.
O The New York Times escreveu sobre a votação nominal de 45 a 43: "Devido às correntes cruzadas incomuns subjacentes à votação de hoje, foi difícil determinar se os apoiantes pró-Fortas teriam conseguido reunir a mesma maioria numa votação de confirmação direta."
Depois que Fortas retirou sua nomeação em outubro de 1968, a nomeação de Thornberry tornou-se discutível e foi retirada pela Casa Branca sem uma votação. O ex-juiz Arthur Goldberg mais tarde afirmou que ele era a preferência de Earl Warren para sucedê-lo. Depois que a nomeação de Fortas foi retirada diante da oposição do Senado, Johnson considerou brevemente nomear Goldberg como Chefe de Justiça como uma recess appointment antes de rejeitar a ideia. O próximo presidente, o republicano Richard Nixon, nomeou Warren Burger como o próximo Chefe de Justiça. David Leonhardt do The New York Times chamou a nomeação de Fortas por Johnson de "um dos erros mais consequentes na política americana moderna", já que a cadeira tem sido ocupada por conservadores nomeados por presidentes republicanos desde então.

## Nomes mencionados
A seguir está uma lista de indivíduos que foram mencionados em vários relatos de notícias e livros como tendo sido considerados por Johnson para uma nomeação para a Suprema Corte:

### Suprema Corte dos Estados Unidos (considerados para elevação à Chefe de Justiça)
- Abe Fortas (1910-1982) (nomeação retirada)
- Ex-juiz associado Arthur Goldberg (1908-1990)

### Cortes de apelações dos Estados Unidos
- Tribunal de Apelações do Terceiro Circuito
  - A. Leon Higginbotham, Jr. (1928-1998)
- Tribunal de Apelações do Quinto Circuito
  - Homer Thornberry (1909-1995) (Nomeação tornada inválida)

### Autoridades da administração
- Thurgood Marshall (1908-1993) – Advogado-geral dos Estados Unidos (Nomeado e Confirmado)
- Henry H. Fowler (1908-2000) – Secretário do Tesouro dos Estados Unidos
- Cyrus Vance (1917-2002) – ex-Secretário Adjunto de Defesa dos Estados Unidos

### Outros antecedentes
- Abe Fortas (1910-1982) – Advogado particular e conselheiro de longa data do presidente Johnson (Nomeado e Confirmado)
- Lorna E. Lockwood (1903-1977) – Juiz-Chefe da Suprema Corte do Arizona
- Shirley Hufstedler (1925-2016) – Juiz Associado, Tribunais de Apelação da Califórnia
- Edmund Muskie (1914-1996) – Senator pelo Maine
- Albert E. Jenner, Jr. (1907-1988) – Advogado particular